# Скшинка (Слупецький повіт)
Скшинка (пол. Skrzynka) — село в Польщі, у гміні Островіте Слупецького повіту Великопольського воєводства.
Населення — 76 осіб (2011).
У 1975—1998 роках село належало до Конінського воєводства.

## Демографія
Демографічна структура станом на 31 березня 2011 року:
|          | Загалом | Допрацездатний вік | Працездатний вік | Постпрацездатний вік |
| -------- | ------- | ------------------ | ---------------- | -------------------- |
| Чоловіки | 44      | 9                  | 32               | 3                    |
| Жінки    | 32      | 9                  | 18               | 5                    |
| Разом    | 76      | 18                 | 50               | 8                    |